# Gaston Compère
Pour les articles homonymes, voir Compère.
Œuvres principales
- La femme de Putiphar
- Portrait d'un roi dépossédé

Gaston Compère, né le 27 novembre 1924 à Conjoux (près de Ciney) et mort le 14 juillet 2008 à Uccle est un écrivain belge d'expression française,,.

## Biographie
Gaston Compère naît à Conjoux en 1924. Il fait des études de philologie romane à l'Université de Liège. Se thèse est consacrée au théâtre de Maeterlinck. Il enseigne à l'Athénée d'Ixelles, et à trente ans, reprend les études de la grammaire et de la stylistique. Docteur en philologie romane, Gaston Compère est poète, compositeur, dramaturge, romancier, nouvelliste,.

## Prix
Compère a reçu le prix Jean-Ray en 1975 pour La femme de Putiphar, le Prix Victor Rossel en 1978 pour Portrait d'un roi dépossédé et en 1988, il a obtenu, pour l'ensemble de son œuvre, le grand prix international d'expression française décerné par la Fédération internationale des écrivains de langue française.

## Œuvres
- 1969 – Géométrie de l’absence
- 1974 – Gaston Compère, Sept machines à rêver, Bruxelles, L. Pire, 2010, 314 p. (ISBN 978-2-507-00305-0).
- 1975 – Gaston Compère, La femme de Putiphar et autres contes fantastiques, Bruxelles, Labor, 1995 (ISBN 978-2-8040-1076-8).
- 1975 - Gaston Compère, Le Fort de Gleisse, Paris, P. Belfond, 1975, 215 p. (ISBN 2-7144-1033-2).
- 1976 – Écrits de la caverne
- 1978 – Portrait d’un roi dépossédé
- 1979 – L'Office des ténèbres
- 1979 - Le grand bestiaire (poèmes)
- 1980 – Jean-Sébastien Bach
- 1981 – Les Griffes de l'ange
- 1983 – Gaston Compère, Lieux de l'extase, Bruxelles, Le Cri J. Darras, 1993 (ISBN 978-2-87106-083-3).
- 1983 – Gaston Compère, La constellation du serpent, Paris, France, P. Belfond, 1983 (ISBN 978-2-7144-1552-3).
- 1983 – Profération de la parole perdue
- 1985 – Gaston Compère, Je soussigné, Charles le téméraire, duc de Bourgogne : roman, Bruxelles, Editions Labor, 1989 (ISBN 978-2-8040-0448-4)
- 1985 – Les Eaux de l'Achéron
- 1985 – Songes de l'œil bleu
- 1986 – Robinson 86
- 1987 – De l’art de parler en public pour ne rien dire
- 1988 – Gaston Compère, Anne de Chantraine ou la naissance d'une ombre, Tournai, Renaissance du livre, 2002, 249 p. (ISBN 978-2-8046-0665-7)
- 1990 – Gaston Compère, Maurice Maeterlinck, Paris, La Manufacture, 1990 (ISBN 978-2-7377-0178-8).
- 1991 – Gaston Compère, Bloemardinne, ou, Du séraphique amour : roman, Bruxelles, Les Eperonniers, 1991 (ISBN 978-2-87132-222-1).
- 1992 – Gaston Compère, Cimmérie : divagation à travers un paysage, Besançon, Editions La Manufacture, 1992 (ISBN 978-2-7377-0200-6).
- 1994 – Gaston Compère, Au pays de La Fontaine : La Champagne : un homme, une œuvre, un lieu, Paris, Casterman, 1994 (ISBN 978-2-203-60213-7)
- 1994 – Gaston Compère, Journal du quatuor : mai-octobre 1993, Bruxelles, Les Eperonniers, 1994 (ISBN 978-2-87132-251-1)
- 1995 – Nuit de ma nuit
- 1997 – Le Serpent irisé
- 1997 – Gaston Compère, Le torticolis de la girafe, Bruxelles, CFC-Editions (ISBN 978-2-930018-03-4 et 2-930018-03-8).
- 1998 – In Dracula memoriam – Chronique vampirique vénitienne, parisienne et condruzienne
- 2000 – Une enfance en Condroz
- 2003 – Gaston Compère, La musique énigmatique, Tournai, La renaissance du livre, 2003, 379 p. (ISBN 978-2-8046-0738-8).
- 2004 – Gaston Compère, Lux mea : anthologie poétique et arbitraire (1952-2004), Bruxelles, Maelström éditions, 2004 (ISBN 978-2-930355-24-5).
- 2005 – Gaston Compère, Je soussigné Louis XI, roi de France : roman, Bruxelles, Labor, 2005, 390 p. (ISBN 978-2-8040-2098-9)
- 2006 – Gaston Compère, Caroline et monsieur Ingres : Roman, Bruxelles, Cri, 2006 (ISBN 978-2-87106-402-2).

Gaston Compère : Alphabet, ou les Muses en spirales, in. Revue Rémanences (Yvan Mécif).
- 2012 – Gaston Compère, Au plus blanc de la nuit, Bruxelles, Maelström, 2012, 329 p. (ISBN 978-2-87505-111-0).